# 馬蒂蘭港
馬蒂蘭港（法語：Port Mathurin，法語發音：[pɔʁ matyʁɛ̃]）是毛里求斯自治离岛罗德里格岛的村庄及该岛首府，位于该岛的北岸，为岛上的行政、司法及经济中心，同时也是岛上的主要港口。
马蒂兰港的人口数量约为6,000人（2006年）。村里有集市和岛上唯一的汽车站，以及村子南边法纳尔山上的观景台。村里有一座天主教堂、一座圣公会教堂及一座小型的清真寺。另外一个地标是名为“罗德里格岛玛丽女王”的圣母玛利亚雕像。毛里求斯货物装卸公司（Mauritius Cargo Handling Corporation）下属的两艘船舶毛里求斯荣耀号（MV Mauritius Pride）和毛里求斯锦葵号（Mauritius Trochetia）每月抵港五次。

## 历史
1691年5月1日胡格诺派教士弗朗索瓦·勒加带着7个同伴抵达罗德里格岛时，登陆点就是现在马蒂兰港的位置，但该地直到1735年才由法国殖民者建立起来。地名来源于早期法国殖民者的名字，要么是马蒂兰·布雷伊尼耶（Mathurin Bréhinier，或者是马蒂兰·莫尔莱（Mathurin Morlaix）。
1901年，马蒂兰港成为英国-澳大利亚海底电缆办公室的所在地。

## 行政

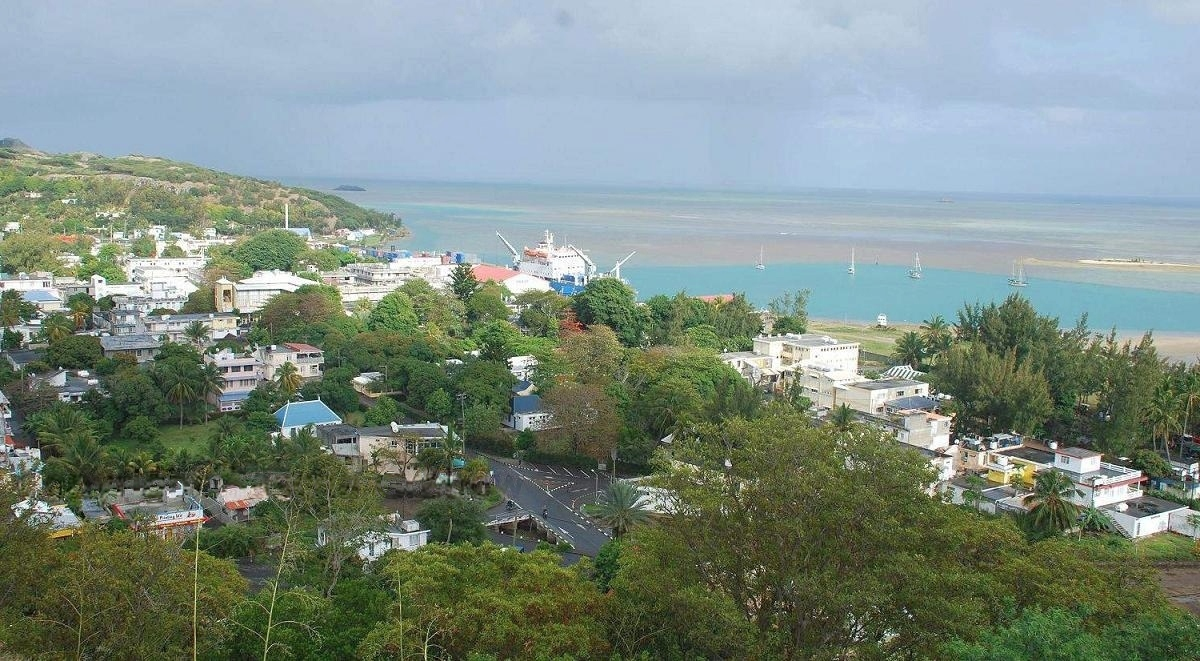
马蒂兰港

马蒂兰港分区是罗德里格岛上的14个统计分区之一，即该分区内的人口数量为6,000人。该分区内有22个居民点：
1. Baie Lascars (North)
2. Camp du Roi
3. Castor
4. Caverne Provert
5. Citronelle
6. Crève Coeur
7. Désiré
8. English Bay
9. Fond La Digue
10. Jentac
11. Mont Piton
12. Mont Vénus
13. Montagne Charlot
14. Montagne Fanal
15. Pointe Canon
16. Pointe Monnier
17. Port Mathurin（马蒂兰港）
18. Roseaux
19. Solitude
20. Soupir
21. Terre Rouge
22. Vangar

作为分区内的一个居民点的马蒂兰港面积不大。该村内有一所中学。岛上其它村庄里还有别的中学。